# マニラ奇襲 (1798年)
1798年1月のマニラ奇襲（マニラきしゅう、英語: Raid on Manila）は、フランス革命戦争中に行なわれた、イギリス王立海軍による偽旗作戦。

## 概要
この作戦は、スペイン領フィリピンの首都マニラでマニラ・ガレオンの拿捕とスペイン海軍の状態の偵察を目的としていた。マニラは1796年に敵対関係となったスペインの艦隊が拠点としており、年に一度清朝中国のマカオからイギリスへ向かう商船（いわゆる「中国船隊」）にとって無視できない脅威となっていた。
イギリスはこの脅威に対処するために1797年にイギリス領インドからのフィリピン侵攻を計画したが、カンポ・フォルミオ条約の締結とイギリス東インド会社とマイソール王国の間の緊張から作戦は延期された。
1797年から1798年にかけての冬の中国船隊を守るために、イギリス海軍の東インド指揮官であるピーター・レーニア・ジュニア少将は中国に大使を派遣し、エドワード・クック大佐率いるフリゲート2隻（シビルとフォックス）が護衛を務めた。護衛の任務が終わると、マニラから財宝が集まった船がもうすぐ出航するという情報を聞いて、エドワード・クックは自らマニラのスペイン軍の状態を調べることを決意した。こうして、クックを艦長とするシビル号とパルトニー・マルコムを艦長とするフォックス号は出発し、1798年1月13日にマニラ周辺に到着した。
マニラ湾に錨を降ろしたのち、クックは艦隊をフランス船に装い、スペイン官僚を続けざまに乗船させては捕虜にした。捕虜にしたスペイン人からマニラの守備についての情報、マニラ・ガレオンはすでにカヴィテで貨物を降ろしたことと、スペイン艦隊は長期間の修理中で戦闘には出せないことがわかると、クックはパシッグ川の口で奇襲をしかけて砲艦3隻を無血で拿捕、続いてスペイン人捕虜を解放して南へ向かった。サンボアンガを攻撃して失敗した後マカオへと帰還した。

## 背景
スペイン王国は第一次対仏大同盟に参加し、当初グレートブリテン王国の同盟国だったが、フランス革命戦争開戦から3年が経過した1796年に、フランス第一共和政（総裁政府）と第二次サン・イルデフォンソ条約を締結。この条約の秘密条項でスペインがグレートブリテン王国との同盟を破棄して宣戦布告することが定められていた。
東インドのボンベイ、マドラス、カルカッタといった主な貿易港を支配下に置き、1795年に本国をフランスに支配されたオランダ領セイロン、オランダ領ケープ植民地、そしてオランダ領東インドの一部を手中に収めていたイギリスであったが、スペインの寝返りにより、その東インドにおける拠点をフランス勢力下にあるフランス島や西インド諸島のみならず、スペイン領フィリピンからの攻撃にも脅かされるようになる。
当時、清朝領の広東やマカオは、イギリスの交易路の中でも最重要な拠点であった。毎年初めに、イギリス東インド会社は「中国船隊」（英語: China Fleet）と呼ばれる大船隊を編成し、茶などの貨物を載せてマカオを発ち、ヨーロッパに向かうが、この船隊はイギリスの経済に大きく影響するものだった（例えば、1804年の船隊が載せた貨物の価値はその時点でも8百万ポンド（2015年の約600,000,000ポンドにあたる）を超えるものだった）。
1797年1月、中国船隊は東インドでピエール・セザール・シャルル・ド・セルシー少将率いるフリゲート6隻からなるフランス艦隊に襲われた。このバリ海峡事件では、イギリスの指揮官がセルシーをうまく騙して「戦列艦が商船を装っている」と信じ込ませてフランス艦隊を撤退させ、セルシーはフランス島に戻ってようやく騙されたことに気づいた。このため、インドではセルシーが1798年にもう一度商船を襲うのではないか、カヴィテに大艦隊を保有するスペインが同じ手口を使うのではないか、という恐れが高まった。
1796年11月にはじめて戦争の危機を知ったレーニアはすぐさまフィリピン侵攻の計画を開始した。彼は1762年のマニラの戦いを再現すべく、アーサー・ウェルズリー大佐とベンガル総督のサー・ジョン・ショアと提携して海軍と陸軍の大軍を準備した。しかし、その矢先に1797年8月のカンポ・フォルミオ条約締結と第一次対仏大同盟の終結という報せが舞い込んできて、イギリスは単独でフランスとスペインと戦わなければならなくなった。さらにイギリスの宿敵であるマイソール王国のティプー・スルターンが使者を派遣してフランスの援助を求める情報がもたらされると、マニラ侵攻を目的とした陸軍はインドで釘付けにされ、作戦は中止された。中国船隊の護衛は取り消しにならず、レーニアは艦隊の一部を東、中国のほうへ移動させた。
1797年春、何隻かの商船はボンベイに集まり、マカオで中国船隊と合流するための準備をした。レーニアはこの商船隊の護衛にシビル号とセンチュリオン号を派遣した。シビルは砲数40門のフリゲートであり、1794年のミコノスの海戦でフランスから拿捕したものであった。一方のセンチュリオンは砲数が50門で、7月に船隊とマラッカ海峡を通過して戦列艦のヴィクトリアス号とトライデント号、そしてパルトニー・マルコムを艦長とするフリゲートのフォックス号と合流した。船隊は航行中大きな事故もなく1797年12月13日にマカオに到着したが、船員は熱帯病に弱らされていた。

## クックの奇襲

### マニラ偵察
商船隊がマカオに到着したとき、中国船隊の出港まで数週間あったため、クックはマニラ港とスペイン艦隊の偵察を敢行した。このとき、マカオでは「年に一度のマニラ・ガレオンがもうすぐ到着する」という噂が流れた。マニラ・ガレオンはアカプルコから太平洋を横断し、途中グアムで停留しつつマニラへ向かい、200万スペインドルの金を運んでくる、という宝船だった。金をフィリピンで降ろしたあとは東インドの貨物を積載してヌエバ・エスパーニャに戻る予定だった。この行き来が必要なのは、スペイン領東インドでは長年莫大の赤字続きで、ヌエバ・エスパーニャからの援助がなければ維持できないからであった。スペインドルは東インドの大半で流通する貨幣であり、その流れを止めることは貿易を阻害するが、イギリス海軍は1587年のトマス・キャヴェンディッシュによる攻撃以降、ずっとそれを狙っていた。
大型な戦船をマカオに残し、クックは1798年1月5日にシビルとフォックスだけ連れて出発した。フォックス号はバーナードと名乗る言語学者を載せていた。ルソンを通過した後、クックたちは小さなスペイン商船に遭遇した。クックたちのフリゲートにフランスの国旗がはためているのを見ると、スペイン商船はクックたちに接近した。スペイン船を拿捕したのち、クックはその船長を細かく尋問して「マニラのスペイン艦隊は大規模な修理中で、航行に適しない」という情報を引き出した。スペイン艦隊は1797年4月に台風で大破して、クックがマニラに到着したときにはまだ修理が終わっていなかった。クックは情報提供の代償として、銀コイン3,900個を除いて貨物を略奪せず、スペイン船をそのまま釈放した。クックはこのとき、シビル号をフランスのフリゲートのフォルテ号に、フォックス号を同じくフランスのフリゲートのプルデンテ号に偽装していた。

### シビルでの晩餐
1798年1月13日の午後遅く、シビルとフォックスの2隻はコレヒドール島の要塞を無事通り過ぎ、マニラ湾に到着した。翌日にはマニラ湾を通過、マニラとカヴィテの中間に錨を降ろした。そこからカヴィテを眺望すると、解体されて修理中のスペイン戦列艦サン・ペドロ、エウローパ、モンタニェス、そしてドックされて出港できないフリゲートのマリア・デ・ラ・カベヤ、ルイーサが見えた。しかし、同時にマニラ・ガレオンのマーケセッタがカヴィテで貨物を降ろしたことと、商船のレイ・カルロスが停泊中だったことも判明、クックを落胆させた。スペインはエドワード・パッケンハムを艦長とするイギリスのフリゲートのレジスタンスがフィリピン付近で目撃されたことを知り、安全策を取ったのである。
先に錨を降ろしたフォックスへスペインの警備艦がやってきた。クックと同じく、艦長のマルコムはフランス語を流暢に話し、バーナードの（フランス語・スペイン語間の）通訳を通して、スペイン人に到着した両戦艦がフォルテとプルデンテであり、通商破壊作戦のための援軍や補給を求めた。スペインは補給を許可したが、スペイン艦隊は少なくとも3月まで出撃できないとして援軍を断った。クックは続いてラトゥール准将を名乗って船上の宴会に参加した。フランスのラトゥール准将は1796年9月9日の海戦でスマトラ沖にて戦死したが、スペインはこのことを知らなかったようだった。ほかの船員も全員偽物のフランス制服を着ていたためスペイン人たちはすっかり騙され、クックの船内への案内にもすんなりと応じた。クックはワインをふるまい、何回かの乾杯を繰り返した。このときの祝辞には「イングランドの没落」というものもあった。
宴会が1時間ぐらい続いたところで、マルコムとクックはフィリピン防衛の状況を詳しく知った。このとき、もう1隻のスペイン船がフォックスに接近した。このスペイン船はフランスの到着を歓迎するスペイン官僚を大勢乗せていた。このスペイン船はスペインの指揮官のドン・イグナシオ・マリア・デ・アラバの艀だった。彼自身は乗船しなかったが、もう1隻の船にフランス宛てのメッセージを持った使者を乗せてよこした。毎回、スペイン官僚が船内の宴会に招待された一方、スペイン船員は銃口を当てられ捕虜にされた。マルコムの船では捕虜にされた人々にはワインが提供され、出航前に釈放されることを確約したが、フォックスでは捕虜にされた人々が身ぐるみをはがされた。スペイン船に乗船した一行はパシッグ川の川口に向けて出発した。そこには砲艦3隻が停泊しており、イギリスは移乗攻撃による奇襲で戦闘もせず3隻を拿捕、フォックスの隣に移動させた。これらの砲艦のうち1隻は32ポンド砲を、2隻は24ポンド砲を装備しており、またそれぞれ4門の旋回砲を配備していた。
マニラ港の責任者は激怒してフォックスに乗船、砲艦の拿捕に抗議して返還を要求した。マルコムはほぼ聞き取れないフランス語による長い攻撃演説をもって返答したのち、彼を捕虜にした。そのすぐ後の16時、クックとマルコムは盛大な晩餐会を開催、捕虜たちに食べ物とグロッグを振舞った。このとき、フォックスで捕虜になったスペイン人は200人に膨れ上がっていた。晩餐が終わると、クックは仮釈放の条件もなく捕虜全員に船で戻ることを許したが、拿捕した砲艦は返さなかった。

### サンボアンガの戦い
1月15日、クックとその小艦隊はコレヒドール島を通過、南へ向かった。4日後、嵐により砲艦1隻が船員12名とともに失踪し、2度とみつからなかった。艦隊はミンダナオ島を偵察した後、1月22日にサンボアンガに到着した。クックはスペイン国旗を揚げて補給を受け取ろうとしたが、シビルが入港中に一時座礁したことでサンボアンガ総督ライムンド・エスパニョールが派遣した防衛艦は疑念を持ちはじめた。スペイン艦の艦長はイギリス船に艦長の名前を聞いたが、ライフル銃撃で返答されたことにより、サンボアンガ市は警戒態勢に入った。スペインに勘付かれたことでクックはその策略をあきらめ、翌朝にシビルを進水させると要塞への砲撃を命令したが砲撃の効果はほとんどなく、スペインに450枚以上の砲弾を提供する結果になってしまった。一方のマルコムは水陸両用作戦として上陸作戦を敢行、要塞を陸上から攻撃しようとした。上陸船は激しい砲火に晒され、そのうちの1隻に砲弾が命中して2名が死亡、4名が負傷する結果となった。もう1隻は座礁して動けなくなった。混乱に陥りながらも上陸したイギリス軍にランスを装備した250名の民兵が攻撃、イギリス軍を砂浜から追い払った。マルコムは作戦中止を決定した。砲撃はそのまま1時間続き、その間にイギリスのフリゲート2隻は錨を切って撤退した。結局イギリス軍は上陸船で失った兵に加えて9名が負傷した。スペインは1名が死亡、4名が負傷した。
フリゲートを修理しなければならないので、クックはサンボアンガから半リーグ撤退し、3日間マストや艤装の修理をした。続いて北に舵を切ったが、砲艦のうち2隻は広東までの航行に耐えそうもなかったので船底に穴をあけて沈没させた。4日後の1月27日、マギンダナオ王国のプーロックという村で水を補給した。当地のルマド人により2名が殺され、9名が森に拉致された。クックがコタバトにいるスルタンのキバブ・サーリヤルに抗議すると拉致された9名が釈放されたが、それはイギリス艦隊がインドに向けて出航したあとだった。

## その後
クックの奇襲でイギリス海軍は18人を失ったが、フィリピンのスペイン艦隊が脅威にならないことを確認できた。レーニアは後に海軍本部への手紙でこのことについての賛辞を述べた。ただ、歴史家の間ではもしイギリスの増援があったら勝利を拡大できたという点で一致している。歴史家のC・ノースコート・パーキンソンは、もしクックがレジスタンス号と合流していたら、カヴィテのスペイン艦隊を全滅できたかもしれない述べた。しかし、合流した場合、指揮官がより想像力の弱く、勇気も足りないパーケンハムになるとも指摘した。海軍史家のリチャード・ウッドマンは奇襲を批判した。彼は、この襲撃に「輝かしい戦果はなく」、貨物船を拿捕できなかったことが失敗だったと述べた。
1798年の中国船隊はそのまま事故もなく出航した。7月、レジスタンス号が事故による爆発でバンカ海峡にて沈没した。レーニアの軍の大半はフランスのスエズ占領を妨害する目的で紅海に移動した。この移動でイギリスの商船護衛に穴が生じ、セルシーはフリゲートのプレネーゼとコルベットのブリューレ＝グールをマニラに派遣した。修理が終わったスペイン艦隊は1799年2月、マカオに現れてイギリスを驚かしたが、イギリスの指揮官ウィリアム・ハーグッドは反撃、結局フランス＝スペイン連合艦隊は闇の中、万山諸島の方角に向けて撤退した。中国船隊はその後、1804年のプロ・アウラの海戦まで攻撃されず、その1804年の戦闘もフランス艦隊が混乱中に撤退する、という結果になった。クックが偽装したフォルテとプルデンテは1799年のはじめ、インド洋における通商破壊作戦に参加した。プルデンテは南アフリカ1799年2月9日の海戦でイギリスのダイダラスに拿捕され、フォルテは2月28日、バーレーシュワルでクックのシビル号と戦闘に入った。この1799年2月28日の海戦でフォルテは拿捕されたが、クックも致命傷を負い、5月25日に死亡した。